# Hmongsångare
Hmongsångare (Phylloscopus ogilviegranti) är en fågel i familjen lövsångare inom ordningen tättingar.

## Kännetecken

### Utseende
Hmongsångare är en rätt liten (11-11,5 cm) lövsångare, påminnande om kungsfågelsångare med släktingar genom sitt gulvita ögonbrynsstreck, centrala hjässband, dubbla vingband och vitt på yttre stjärtpennorna. Den saknar dock en ljus fläck på övergumpen och vita teckningar på tertialerna. Vidare är den större och mer långnäbbad med mestadels ljus undre näbbhalva.
Fågeln är mycket lik vitstjärtad kronsångare som den tidigare ansågs vara en del av. Den har dock mindre vitt i stjärten, mycket gulare undersida och gulgrönare ovansida. Underarterna (se nedan) skiljer sig något i mängden gult undertill och vitt på stjärten, mest hos klossi och minst hos disturbans.

### Läten
Sången är en kort liten drill, endast 1,5 sekunder lång: "ti-see-chee-sui".

## Utbredning och systematik
Hmongsångare delas upp i tre underarter med följande utbredning:
- Phylloscopus ogilviegranti disturbans – förekommer i södra Kina (från Sichuan till sydöstra Yunnan, norra Guizhou och sydöstra Hunan)
- Phylloscopus ogilviegranti ogilviegranti – förekommer i sydöstra Kina (nordvästra Fujian och närliggande Guangdong)
- Phylloscopus ogilviegranti klossi – förekommer i bergstrakter i södra Laos och södra Vietnam

### Artstatus
Tidigare betraktades den som underart till vitstjärtad kronsångare (P. intensior). Det råder fortfarande oenighet om artgränserna dem emellan så att nominatformen för vitstjärtad kronsångare, intensior, ibland istället placeras hos hmongsångare. Det medför att vitstjärtad kronsångare istället får det vetenskapliga artnamnet muleyitensis.

### Släktestillhörighet
DNA-studier visar att släktet Phylloscopus är parafyletiskt gentemot Seicercus. Dels är ett stort antal Phylloscopus-arter närmare släkt med Seicercus-arterna än med andra Phylloscopus (däribland hmongsångare), dels är inte heller arterna i Seicercus varandras närmaste släktingar. Olika taxonomiska auktoriteter har löst detta på olika sätt. De flesta expanderar numera Phylloscopus till att omfatta hela familjen lövsångare, vilket är den hållning som följs här. Andra flyttar bland andra hmongsångare till ett expanderat Seicercus.

### Familjetillhörighet
Lövsångarna behandlades tidigare som en del av den stora familjen sångare (Sylviidae). Genetiska studier har dock visat att sångarna inte är varandras närmaste släktingar. Istället är de en del av en klad som även omfattar timalior, lärkor, bulbyler, stjärtmesar och svalor. Idag delas därför Sylviidae upp i ett antal familjer, däribland Phylloscopidae. Lövsångarnas närmaste släktingar är familjerna cettior (Cettiidae), stjärtmesar (Aegithalidae) samt den nyligen urskilda afrikanska familjen hylior (Hyliidae).

## Levnadssätt
Hmongsångare hittas i blandskog men även städsegrön lövskog på mellan 900 och 2565 meters höjd, i liknande miljöer på lägre nivåer vintertid. Födan består av små ryggradslösa djur. Fågeln häckar mellan februari och juni. Den bygger ett sfäriskt bo av gräs, mossa, löv och annat material, placerat på marken eller upp till tre meter ovan mark, men vanligen under 0,5 meter.

## Status och hot
Arten har ett stort utbredningsområde och en stor population med stabil utveckling och tros inte vara utsatt för något substantiellt hot. Utifrån dessa kriterier kategoriserar internationella naturvårdsunionen IUCN arten som livskraftig (LC). Världspopulationen har inte uppskattats men den beskrivs som rätt ovanlig.

## Namn
Fågelns vetenskapliga artnamn hedrar den brittiske ornitologen William Robert Ogilvie Grant (1863-1924). Tidigare kallades arten Kloss sångare på svenska, hedrande Cecil Boden Kloss (1877-1949), engelsk zoolog och direktör för Raffles Museum i Singapore 1921-1936.